# Farkas Éva (gobelinművész)
Farkas Éva/Farkasvölgyi Éva (Nagykanizsa, 1960. március 15. –) magyar gobelinművész, textilművész.

## Életpályája
1978-ban érettségizett a pécsi Művészeti Szakközépiskolában, ahol rajztanára Valkó László festőművész volt. 1979–1984 között a Magyar Iparművészeti Főiskola Textil Tanszékének gobelin szakos hallgatója volt; itt Kádár János Miklós festőművész, Szabó János festőművész, Plesnivy Károly gobelinművész, Szilvitzky Margit és Polgár Csaba textilművészek oktatták. 1984 óta kiállító művész. 1989–2005 között rajztanfolyamot vezetett a Gödöllői Iparművészeti Műhelyben.

## Tagságai
1984 óta a Magyar Alkotóművészek Országos Egyesülete (MAOE) tagja. 1991 óta a Magyar Képző- és Iparművészek Szövetségének és a Magyar Alkotóművészek Szövetségének tagja. 1996 óta a Magyar Kárpitművészek Egyesületének tagja. Megalakulása óta (1998) tagja a gödöllői Iparművészeti Műhelynek, amely a híres Gödöllői művésztelep leszármazottja (alapítója Körösfői-Kriesch Aladár volt). 2000 óta a Budavári Kárpitműhely tagja. 
Gobelinjein alig észrevehető, halvány vagy kevésbé színes, finom pasztellszíneket használ.Szigorúan a francia gobelin szabályai szerint dolgozik. Faliképein gyermekarcok, alakok is feltűnnek.

## Magánélete
Két gyermeke van: Nóra (1987) és Zsolt (1990).

## Kiállításai
| - 1984-1985, 1991, 1997-1998, 2003 Dunakeszi - 1985 Csurgó - 1986 Göd - 1988 Mezőkövesd - 1990 Szombathely - 1993 Budapest - 2001 Nagyatád - 2005 Ráckeve - 2007 Erdőkertes - 2008 Dobogókő, Vác - 2010 Siófok | - 1984, 1988-1991, 1993, 1997-1998, 2001, 2004-2007 Budapest - 1986, 2005 Dunakeszi - 1988, 1996 Szombathely - 1989 Kalocsa - 1993, 1996-1997, 1999-2001, 2004-2006 Gödöllő - 1994 Pozsony - 1997 Eger - 1998 Székesfehérvár - 2004 Dunaszerdahely - 2007 Szentendre - 2008 Debrecen - 2009 Keszthely |

## Köztéri művei
- 1988 Vasi Volán „Címeres verdűr” (gobelin, Szombathely)
- 1992 „Szárnyas napkorong” (gobelin), Városháza, Casalgrande (Olaszország)
- 1994 „Albedo ’94” (gobelin), Magyar Nemzeti Bank (Budapest)

## Művei közgyűjteményekben
- 1985. „Tavasz, Ősz” (gobelinek), Szombathelyi Képtár
- 1989. „Évszakok” (I-IV gobelinek), Iparművészeti Múzeum, Budapest
- 1990. „A szövés dimenziói” (tértextil), Iparművészeti Múzeum, Budapest

## Díjai
- A Magyar Népköztársaság ösztöndíja (1981-1983)
- Kozma Lajos Kézműves Iparművészeti Ösztöndíj (1987-1990)
- IDEA-díj (1987)
- 10. Fal- és Tértextil Biennálé díja (1988)
- FISE ösztöndíj (1992)
- A Magyar Képző- és Iparművészek Szövetségének díja (2006)
- Oktatási és Kulturális Minisztérium díja (2009)